# ژاک دروئتی
ژاک دروئتی (ایتالیایی: Jacques Droëtti؛ زادهٔ) دوچرخه‌سوار اهل ایتالیا است.